# Примо де Ривера, Фернандо
Фернандо Примо де Риверо-и-Собремонте, 1-й маркиз Эстелья (исп. Fernando Primo de Rivera y Sobremonte, I marqués de Estella; 24 июля 1831, Севилья — 23 мая 1921, Саламанка) — испанский военный и государственный деятель, генерал-капитан (фельдмаршал; 1895), дядя (старший брат отца) генерал-капитана Мигеля Примо де Риверы, фактического диктатора Испании в 1923—1930 годах.

## Биография
Родился в 1831 году в Севилье в семье героя обороны Сарагосы от Наполеона, сенатора и губернатора Маракайбо Хосе Хоакина Примо де Риверы-и-Ортиса де Пинеды (1777—1853), и его жены Хуаны-Марии, дочери вице-короля Рио-де-ла-Платы (Аргентины) Рафаэля де Собремонте. 
Активно участвовал в Третьей карлистской войне (на стороне правительства), в ходе которой отличился взятием города Эстелья, за что получил титул маркиза Эстельского. Служил генерал-губернатором Филиппин, где вёл боевые действия против повстанцев. Был награждён большим крестом ордена Сан-Фернандо с пожизненной пенсией 10 000 песет в год. Помимо этого, был кавалером ордена Золотого руна и многих других испанских и иностранных орденов. 
14 декабря 1897 подписал с филиппинскими революционерами во главе с Агинальдо договор Биак-на-Бато, в соответствии с которым Агинальдо и 25 других лидеров революционного правительства получили амнистию, 400 000 песо компенсации и обещания реформ, в обмен на что соглались сложить оружие и выехать в Гонконг. После подписания договора, основная часть революционной армии действительно сложила оружие (в обмен на что солдатам и офицерам, согласившимся на капитуляцию, было роздано 200 000 песо), но отдельные, порой довольно крупные, группировки восставших продолжили вооруженное сопротивление. Договор вызвал противоречивые чувства в Испании: как по этой причине, так и потому,  что Агинальдо и его соратники использовали полученные средства для закупки оружия, планируя в дальнейшем снова вернутся на архипелаг. В 1898 году губернатор Примо де Ривера был отозван.
Дважды, в 1907 и 1917 годах, был военным министром Испании (в консервативных правительствах Антонио Мауры и Эдуардо Дато соответственно). Кроме того, по некоторым данным, ранее, в 1875 году также исполнял должность военного министра. 
Скончался в 1921 году в Мадриде.